# Katya Crema
Katya Crema (* 2. August 1988 in Melbourne) ist eine ehemalige australische Freestyle-Skierin. Sie startete in der Disziplin Skicross.

## Werdegang
Crema nahm von 2003 bis 2009 als Alpine Skirennläuferin vorwiegend an FIS-Rennen und Continentalen-Rennen teil. Bei den Juniorenweltmeisterschaften 2007 in Flachau belegte sie den 46. Platz im Slalom und bei den Juniorenweltmeisterschaften 2008 in Formigal den 57. Rang im Riesenslalom. Zudem wurde sie fünfmal australische Meisterin im Riesenslalom (2004, 2005, 2006, 2007, 2009), zweimal im Slalom (2005, 2007) und einmal im Super G (2007). Im Skicross startete sie im Januar 2008 in Les Contamines erstmals im Freestyle-Skiing-Weltcup, wobei sie den 18. Platz errang. Bei den Weltmeisterschaften 2009 in Inawashiro fuhr sie auf den 26. Platz. In der Saison 2009/10 erreichte sie mit dem zehnten Platz in Lake Placid ihre erste Top-Zehn-Platzierung im Weltcup und bei den Olympischen Winterspielen 2010 in Vancouver den 15. Platz. In der folgenden Saison kam sie auf den 18. Platz im Skicross-Weltcup und bei den Weltmeisterschaften 2011 in Deer Valley auf den 17. Platz. Nachdem sie zu Beginn der Saison 2011/12 erstmals die Skicross-Disziplinenwertung des Australian New Zealand Cups gewonnen hatte, errang sie im Weltcup zwei Top-Zehn-Platzierungen und zum Saisonende den 17. Platz im Skicross-Weltcup. Auch in der Saison 2012/13 gewann sie die Skicross-Disziplinenwertung des Australian New Zealand Cups. Zudem erreichte sie in Telluride mit dem sechsten Platz ihr bestes Ergebnis im Weltcup und zum Saisonende mit dem 16. Platz im Skicross-Weltcup ihr bestes Gesamtergebnis. Beim Saisonhöhepunkt, den Weltmeisterschaften 2013 in Voss, wurde sie Achte. Zu Beginn der Saison 2013/14 gewann sie zum dritten Mal die Skicross-Disziplinenwertung des Australian New Zealand Cups. Im weiteren Saisonverlauf belegte sie bei den Olympischen Winterspielen 2014 in Sotschi den siebten Platz und absolvierte am Kreischberg ihren 53. und damit letzten Weltcup, welchen sie auf dem 16. Platz beendete.

## Erfolge

### Olympische Spiele
- 2010 Vancouver: 15. Platz Skicross
- 2014 Sotschi: 7. Platz Skicross

### Weltmeisterschaften
- 2009 Inawashiro: 26. Platz Skicross
- 2011 Deer Valley: 17. Platz Skicross
- 2013 Voss: 8. Platz Skicross

### Weltcupwertungen
| Saison  | Gesamt | Gesamt | Skicross | Skicross |
| Saison  | Platz  | Punkte | Platz    | Punkte   |
| ------- | ------ | ------ | -------- | -------- |
| 2007/08 | 75.    | 8      | 24.      | 65       |
| 2008/09 | -      | -      | 54.      | 4        |
| 2009/10 | 85.    | 6      | 33.      | 64       |
| 2010/11 | 57.    | 14     | 18.      | 157      |
| 2011/12 | 54.    | 16     | 17.      | 165      |
| 2012/13 | 67.    | 19     | 16.      | 193      |
| 2013/14 | 174.   | 4      | 34.      | 40       |

### Juniorenweltmeisterschaften
- 2007 Flachau: 46. Platz Slalom
- 2008 Formigal: 57. Platz Riesenslalom

### Australian New Zealand Cup
- 10 Podestplätze, davon 6 Siege
- Saison 2011/12: 1. Skicross-Disziplinenwertung
- Saison 2012/13: 1. Skicross-Disziplinenwertung
- Saison 2013/14: 1. Skicross-Disziplinenwertung
- Saison 2015/16: 2. Skicross-Disziplinenwertung

### Weitere Erfolge
- 8 australische Meistertitel
5 × Riesenslalom (2004, 2005, 2006, 2007, 2009)
2 × Slalom (2005, 2007)
1 × Super G (2007)